# Francesca de Pinós-Fenollet i de Zurita-Peramola

Escut d'armes del
llinatge dels Pinós

Francesca de Pinós-Fenollet i de Zurita (morta vers el 1663), tercera comtessa de Vallfogona, segona comtessa de Guimerà i vescomtessa d'Évol (per herència del seu parent Gaspar Galcerán de Pinós de So i d'Aragó-Gurrea), vescomtessa de Canet i d'Illa, baronessa de Peramola, Milany i La Portella. Casada amb en segons noces amb Joan (III) Ferrandis d'Híxar i Fernández de Heredia, duc d'Híxar, els títols passaren a la seva descèndencia.